# Jason Dourisseau
Jason Richard Dourisseau (* 7. Dezember 1983 in Omaha) ist ein US-amerikanisch-niederländischer Basketballtrainer und ehemaliger -spieler.

## Werdegang

### Spieler
Dourisseau war als Schüler in seinem Heimatland Mitglied der Basketballmannschaft der Omaha Burke High School. Zwischen 2002 und 2006 spielte er während seines Studiums für die University of Nebraska-Lincoln.
Seine Laufbahn im Berufsbasketball begann 2006 beim deutschen Bundesligisten MHP Riesen Ludwigsburg. Auf zwei Spieljahre in Ludwigsburg folgte eines bei Knattspyrnufélag Reykjavíkur in Island. Mit der Mannschaft wurde er 2009 isländischer Meister.
2009 wechselte Dourisseau zu Donar Groningen in die Niederlande. Er gewann 2010, 2014, 2016, 2017 und 2018 die niederländische Meisterschaft, 2011, 2014, 2017 und 2018 den Pokalwettbewerb sowie 2016 und 2018 den Supercup.
Zwischenzeitlich spielte er in Würzburg und stieg 2015 mit den s.Oliver Baskets in die Bundesliga auf. 2015 nahm er die niederländische Staatsbürgerschaft an.
Im Frühling 2023 verstärkte Dourisseau noch in einigen Spielen Aris Leeuwarden, nachdem er zuvor bis 2020 bei Donar gespielt hatte.

### Trainer
Dourisseau wurde im Raum Groningen als Sportlehrer an der Bildungseinrichtung Noorderpoort tätig. Im Sommer 2024 kehrte er als Assistenztrainer zu Donar Groningen zurück. Anfang Dezember 2024 wurde er zum Cheftrainer befördert, nachdem sich der Verein von Trainer Andrej Štimac getrennt hatte.